# Oxholmarna
Oxholmarna är en ö i Finland. Den ligger i Finska viken och i kommunen Ingå i den ekonomiska regionen  Raseborg i landskapet Nyland, i den södra delen av landet. Ön ligger omkring 60 kilometer väster om Helsingfors.
Öns area är 2,4 hektar och dess största längd är 270 meter i öst-västlig riktning.